# Jonglieren

3-Ball-Kaskade

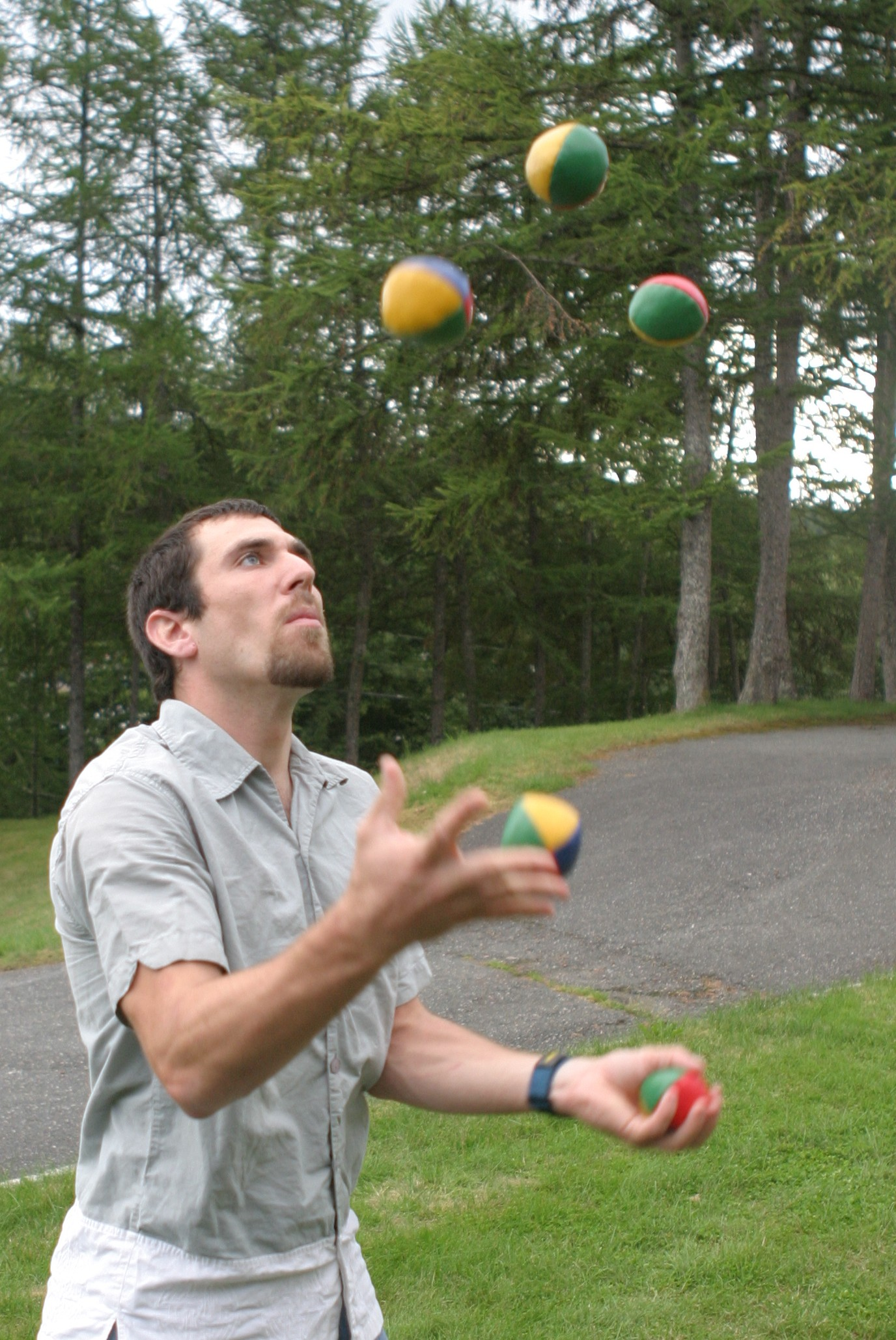
5-Ball-Jonglage

Jonglieren ist als Bewegungskunst Teil der Artistik und gehört traditionell zu den Darbietungen des Zirkus beziehungsweise des Varietés. Jonglieren kann sowohl als Freizeitaktivität betrieben werden sowie auch als Form der darstellenden Kunst oder als sportliche Aktivität.
Jonglieren bezeichnet in erster Linie die Fertigkeit, mehrere Gegenstände wiederholt in die Luft zu werfen und wieder aufzufangen, so dass sich zu jedem Zeitpunkt mindestens einer der Gegenstände in der Luft befindet. Die gebräuchlichsten Requisiten zum Jonglieren sind Bälle, Keulen und Ringe.
Im weiteren Sinne umfasst der Begriff Jonglieren auch Zirkusdisziplinen wie Diabolo, Devilstick und die Kontaktjonglage, bei der Gegenstände auf dem Körper balanciert und bewegt werden, sowie das Spinning, bei dem Gegenstände fest um ein Zentrum kreisen, wie etwa beim Poi Spinning oder Stabdrehen (siehe hierzu Objektmanipulation).
Es finden regelmäßig Jonglierconventions in verschiedenen Städten statt.

## Etymologie
Das Substantiv Jongleur wurde im 18. Jahrhundert aus dem Französischen ins Deutsche übernommen. Dagegen tritt das Verb jonglieren erst im Übergang vom 19. zum 20. Jahrhundert auf. Französisch jongleur stammt von dem lateinischen Wort ioculator ab, das „Spaßmacher“ bedeutet. Zugrunde liegt lateinisch iocus („Spaß“), aus dem im Deutschen das Wort Jux entstand.

## Geschichte

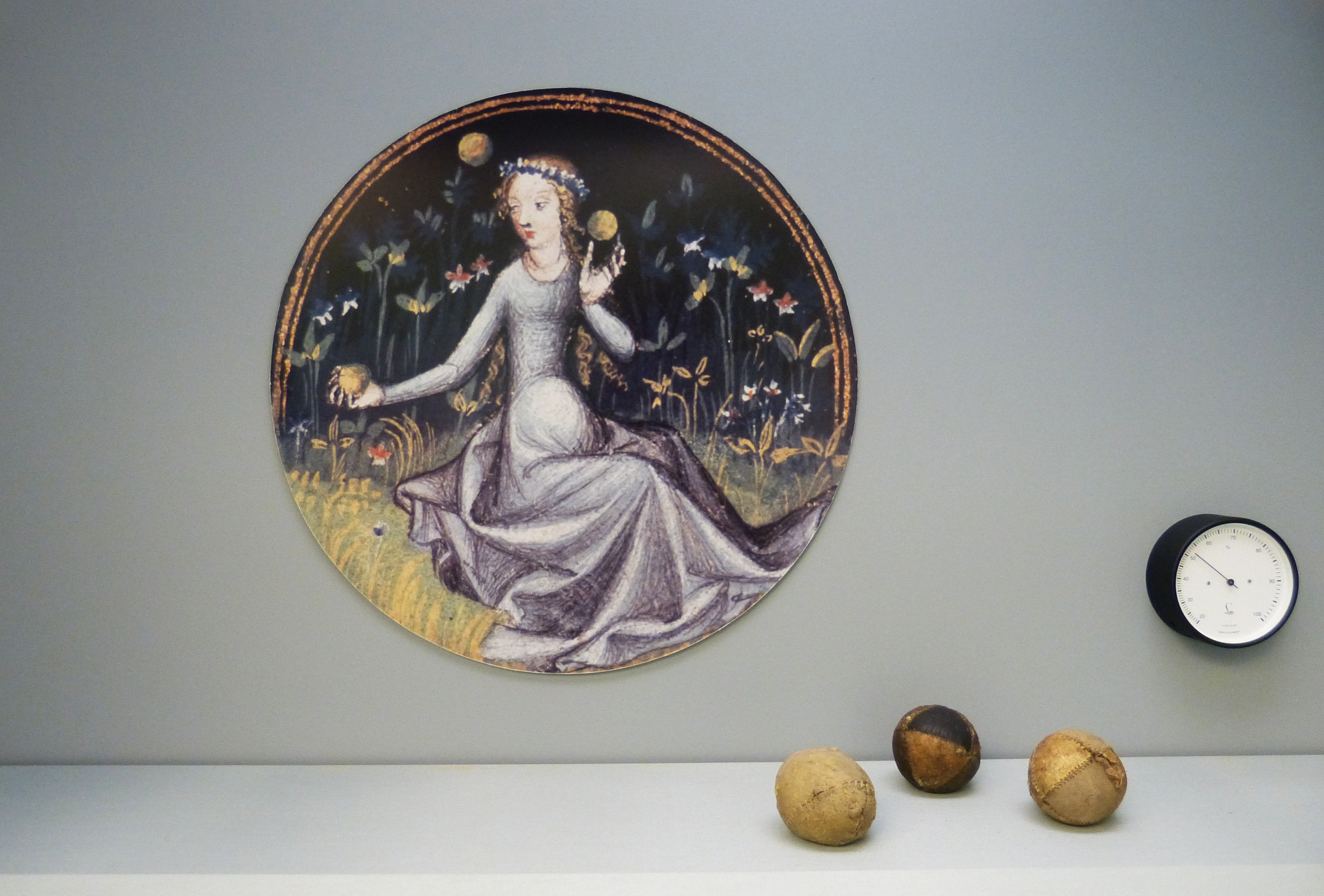
Historische Jonglierbälle aus dem 15./16. Jahrhundert, aus Leder, mit Sägemehl gefüllt. Dahinter die Reproduktion einer historischen Darstellung einer jonglierenden Frau.

### Mittelalter

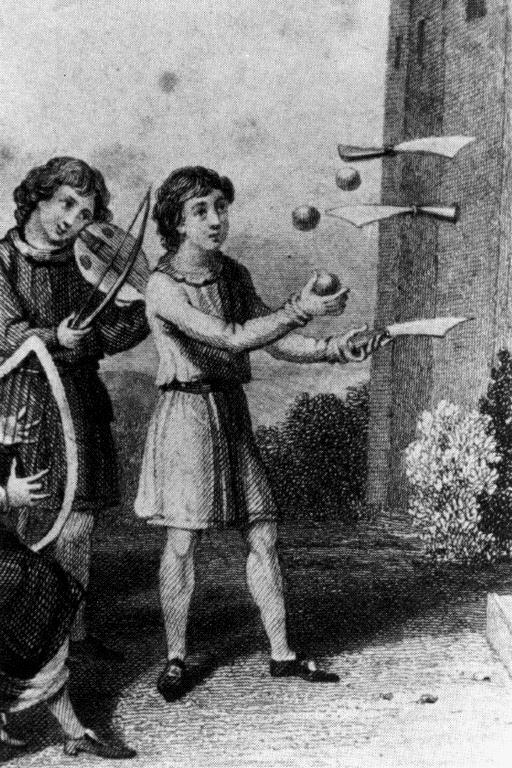
Jongleur mit Bällen und Messern

Im Mittelalter scheinen die Jongleure in Ungnade gefallen zu sein, da viele Kleriker und Pfarrer, welche die Geschichtsschreibung übernahmen, ihnen eine lose Moral und manchmal sogar Hexerei unterstellten. Seit Beginn des 6. Jahrhunderts traten Barden oder Hofnarren auf Märkten, Festen oder in Gasthäusern auf und führten kurze, unterhaltsame und schlüpfrige Auftritte auf. Sie reicherten ihre Shows häufig mit kurzen Jongliertricks oder etwas Akrobatik an und reichten am Ende ihrer Vorstellungen Hüte oder Taschen für Spenden herum.
Jongleure waren zu dieser Zeit sehr schlecht angesehen, und sie wurden auch nicht ganz ohne Grund mit Vorsicht und Argwohn behandelt, da sich auch viele Landstreicher, Trickbetrüger und Diebe in der Jonglierkunst übten. Eine weitere Schwierigkeit war, dass die Jongleure, anders als die Poeten und Musiker, keine Möglichkeit besaßen ihre Erfolge und Errungenschaften der Nachwelt zu hinterlassen. Schnell wurden sie daher als, wenn auch unterhaltsame, Tagediebe oder Taugenichtse abgestempelt. Aus dieser Zeit stammt daher auch der Ausspruch:
„Qual mestiers es plus aontos, d’eser joglar o laire?“ – frei übersetzt: „Was kann eine schlimmere Beschimpfung sein, ein Jongleur oder ein Dieb zu sein?“
Eine andere Vermutung ist, dass Jongleure erst im 11. Jahrhundert aus den englischen Minnesängern und Spielleuten hervorgegangen sind. Mit dem Aufkommen der Troubadoure wurden die Jongleure mit ihren vielen Talenten zu beliebten Helfern der Troubadoure und zu Unterhaltern der Adeligen. Sie zogen über das Land, von Hof zu Hof und verfeinerten ihr Können in „Schulen“ und „Bruderschaften“. Die erste Nennung einer solchen Bruderschaft stammt aus dem Jahre 1331; die „Confrerie de St. Julian“ in Paris.

### Industrialisierung
Im Jahre 1768 eröffnete Philip Astley den ersten modernen Zirkus. Einige Jahre später heuerte er auch einige Jongleure an. Von da an fanden Jongleure professionelle Arbeit beim Zirkus.
Die neuere Geschichte des Jonglierens ist eng mit der Geschichte des Varietés und des Couplets verbunden. Mit dem Einsetzen der Industrialisierung wurde die Kleinkunst und mit ihr das Jonglieren bis zur Mitte des 20. Jahrhunderts immer beliebter. Jongleure wurden zunächst engagiert, um in den Pausen das Publikum vor verschlossenen Vorhang zu unterhalten, während hinter dem Vorhang die Bühne umgebaut wurde. Diese Jongleure konnten sich nun auf die eigentliche Jonglierkunst spezialisieren und vernachlässigten andere Kunststücke wie Schwertschlucken oder die Zauberei. Der Gentleman-Jonglier-Stil wurde von den deutschen Jongleuren Salerno und Kara erfunden, und mit der Entwicklung des Kunststoffes verwendeten die Jongleure auch zunehmend Gummibälle. Zuvor wurden Jonglierbälle aus Garn, gefüllten Lederbeuteln, Holz oder Metall gemacht. Die Gummibälle hatten den Vorteil, dass man sie auch springen lassen konnte. Mit der weiten Verbreitung der drei großen Unterhaltungsmedien, Radio, Tonfilm und Fernsehen, verlor die Kleinkunst dann wieder drastisch an Bedeutung.

## Formen der Jonglage
siehe auch: Objektmanipulation
Jonglage im engeren Sinne umfasst die klassischen Disziplinen der Wurfjonglage: Bälle, Keulen und Ringe. Jonglage im weiteren Sinne umfasst sämtliche Formen der Objektmanipulation.

### Solojonglage

#### Jongliermuster
siehe auch: Jongliertrick
- Kaskade
- Fontäne
- Shower
- Windmill
- Mills Mess
- Säulen

### Mehr-Personen-Jonglage

#### Passing
Eine Variation der Solo-Jonglage ist das Passen, bei dem zwei oder mehr Jongleure gleichzeitig jonglieren und sich dabei auch gegenseitig zuwerfen. Größtenteils wird mit Keulen gepasst. Mit drei und mehr Jongleuren können auch Positionsänderungen und komplizierte Laufwege Teil der Muster sein.

### Kompetitives Jonglieren und Jonglierspiele

#### Sportjonglage
Im Bereich der Sportjonglage liegt der Schwerpunkt auf technischem Können, Präzision der Ausführung und Komplexität der jonglierten Muster. Bühnenwirksamkeit und künstlerischer Ausdruck spielen dabei keine Rolle. Die im Jahr 2003 gegründete World Juggling Federation veranstaltet jährlich Sportjonglage-Wettbewerbe.

#### Endurance
Alle Wettbewerber beginnen gleichzeitig, zu jonglieren und es gewinnt, wer am längsten jongliert.

#### Joggling
Die Kombination aus Joggen und Jonglieren heißt Joggling. Beim Joggling kann man ebenso wie beim Jonglieren eine beliebige Zahl von Bällen (mindestens drei) oder Keulen verwenden.
Joggling-Weltrekorde (Auswahl):
| Distanz  | Disziplin | Zeit      | Rekordhalter        | Jahr |
| -------- | --------- | --------- | ------------------- | ---- |
| 100 m    | 3 Objekte | 11,68 s   | Owen Morse (USA)    | 1989 |
| 100 m    | 5 Objekte | 13,8 s    | Owen Morse (USA)    | 1988 |
| 100 m    | 7 Objekte | 53,6 s    | Thomas Dietz (D)    | 2013 |
| 10 km    | 3 Objekte | 35:38 min | Bob Evans (USA)     | 2011 |
| Marathon | 3 Objekte | 2:50:12 h | Michal Kapral (CAN) | 2007 |

#### Volleyclub
Siehe Hauptartikel: Volleyclub
Die Mischung von Volleyball und Jonglage wird auf großen Jonglierconventions gespielt.

#### Combat
Combat wird in der Regel mit drei Keulen pro Spieler gespielt. Alle Spieler beginnen gleichzeitig zu jonglieren; wer als Letzter noch jongliert, gewinnt die Runde. Die Spieler versuchen hierbei, ihre Gegner am weiterjonglieren zu hindern, indem sie ihnen beispielsweise eine Keule wegschlagen oder abnehmen, dabei aber die eigene Jonglage aufrechterhalten.
Combat-Wettbewerbe werden auf Jonglierconventions ausgetragen. Ein gängiges Format ist das 1-on-1-Combat, bei dem jeweils zwei Wettbewerber gegeneinander antreten und im K.-o.-System ein Turniersieger ermittelt wird. Dieses sogenannte „Fight Night Combat“ ist besonders in Europa verbreitet. Bei den „Fight Night“-Turnieren werden jeweils Punkte für die Combat-Weltrangliste vergeben. Die Weltranglistenposition der Spieler entscheidet über die Setzposition bei den einzelnen Turnieren.

### Feuerjonglage
Bei der Feuerjonglage werden Jonglierutensilien teilweise oder ganz entzündet. Dabei wird meistens ein Dochtband aus Kevlargewebe mit Lampenöl getränkt. Dieses wird nach häufiger Benutzung porös und kann daher ausgetauscht werden. U. a. existieren kommerzielle Ausführungen folgender Requisiten: Diabolos, Bälle, Devilsticks, Stäbe, Fackeln, Poi, Hula-Hoop-Reifen und verschiedene Feuerseile.
Feuerbälle können aus einem Drahtgeflecht bestehen, in das ein Dochtband eingearbeitet wurde, oder massiv sein. Bei der Verwendung sollten angefeuchtete Handschuhe aus Baumwolle oder besser noch Kevlar getragen werden, da diese einen zeitlich begrenzten Schutz vor Verbrennungen liefern können.

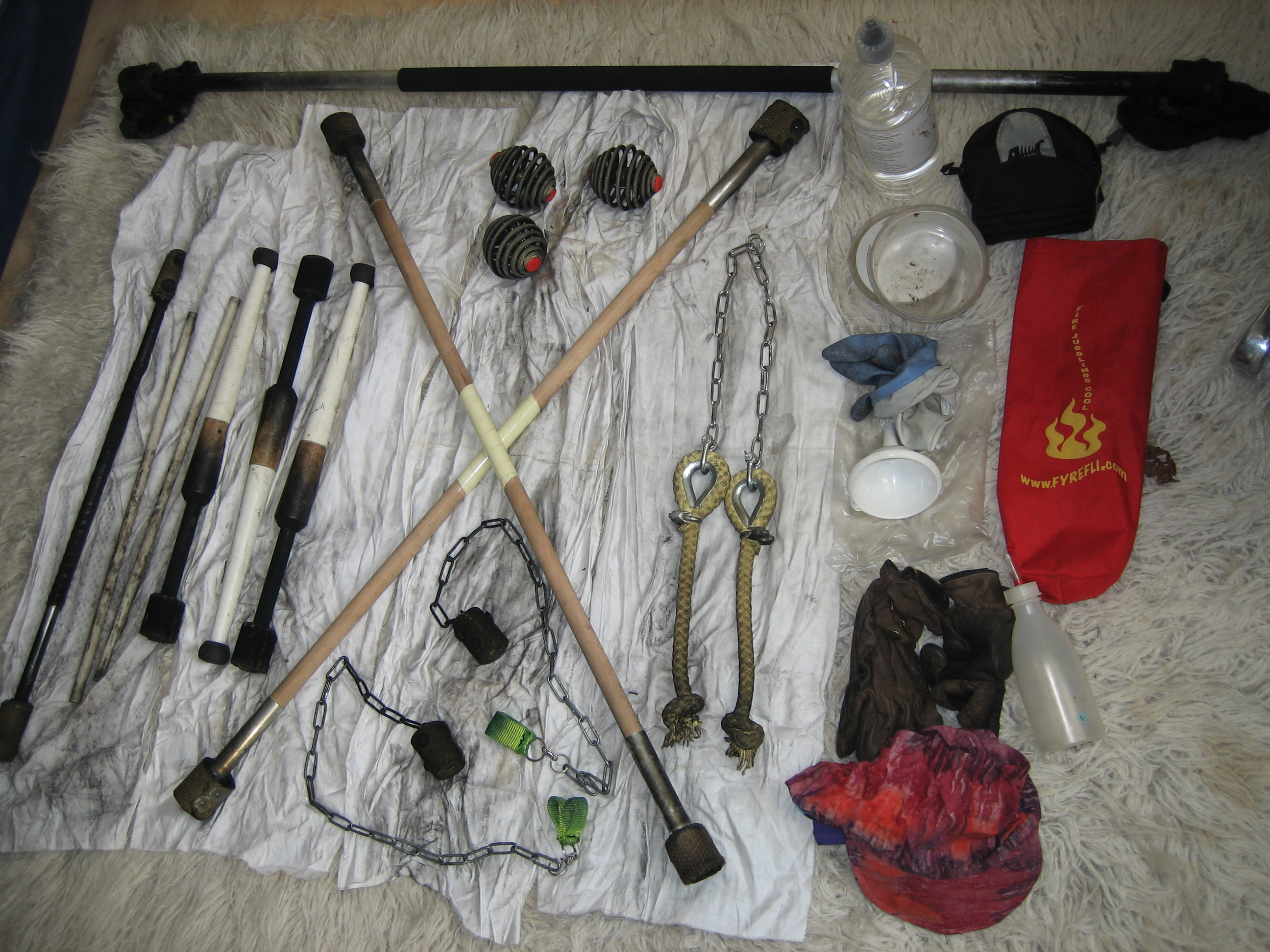
Beispiel einer Feuer-Jonglierausrüstung
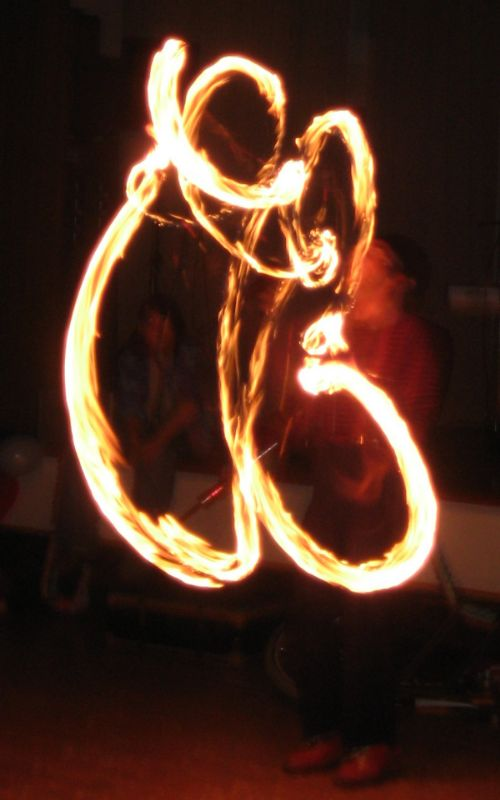
Jonglage mit drei Fackeln
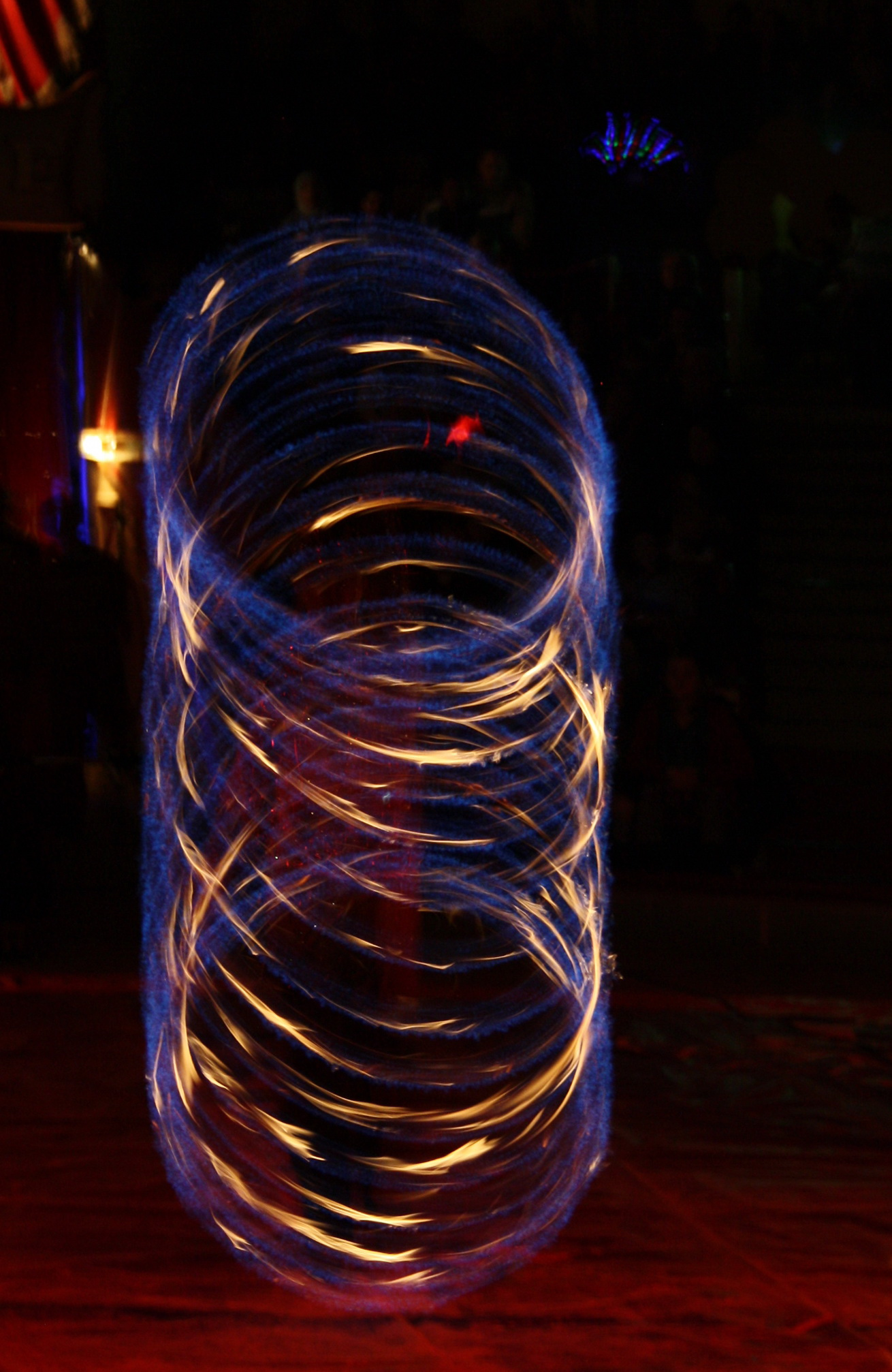
Rotierender Stab mit Flammen an den Enden

Feuerpoi (oder Feuerketten) sind brennende Dochte bzw. Kevlarbänder, die aufgewickelt oder geflochten zu einem Knoten oder einer Rolle an Ketten befestigt und mit Lampenöl getränkt angezündet werden. Durch das Rotieren um die Hände und den ganzen Körper entstehen in der Dunkelheit weit sichtbare Feuerkreise.

### Leuchtjonglage
Bei der Leuchtjonglage wird mit Leuchtbällen, Leuchtstäben, Leuchtkeulen und Leuchtpoi jongliert. Die Bandbreite der Requisiten reicht von fluoreszierenden Objekten, die unter Schwarzlicht verwendet werden, über phosphoreszierende bis hin zu selbstleuchtenden Objekten mit eingebauten LEDs. Seit einigen Jahren sind auch Requisiten erhältlich, bei denen über einen Computer komplexe und längere Sequenzen hinsichtlich Leuchtstärke, Farbe und Dauer programmiert werden können. So ist es möglich, über eine komplette Nummer hinweg Requisiten passend zu den jonglierten Tricks und zur Musik leuchten, blinken und die Farbe über das komplette RGB-Farbspektrum hin wechseln zu lassen.

## Weltrekorde
Die Objekte müssen einzeln geworfen werden, Multiplexwürfe (Wurf von mehr als einem Objekt gleichzeitig) sind nicht erlaubt. Als zulässig gelten nur Rekorde mit Videobeleg.
Stand: November 2023

### Bälle
| Anzahl   | Rekord          | Rekordhalter                      | Nationalität           | Jahr | Referenzen          |
| -------- | --------------- | --------------------------------- | ---------------------- | ---- | ------------------- |
| 11 Bälle | 34 Catches      | Tom Whitfield                     | Vereinigtes Königreich | 2022 | (Video auf YouTube) |
| 10 Bälle | 40 Catches      | Tom Whitfield                     | Vereinigtes Königreich | 2021 | (Video auf YouTube) |
| 9 Bälle  | 55 s            | Anthony Gatto                     | Vereinigte Staaten     | 2006 | (Video auf YouTube) |
| 8 Bälle  | 1 min 18 s      | Enzo Nicolas Aguero               | Argentinien            | 2023 | (Video auf YouTube) |
| 7 Bälle  | 16 min 25 s     | Adolfo Esteban Almonacid Cardenas | Chile                  | 2019 | (Video auf YouTube) |
| 6 Bälle  | 30 min 46 s     | Maximilian Kuschmierz             | Deutschland            | 2023 | (Video auf YouTube) |
| 5 Bälle  | 3 h 44 min 46 s | Bence Ónodi                       | Ungarn                 | 2022 | (Video auf YouTube) |
| 4 Bälle  | 3 h 03 min      | Chris Smith                       | Vereinigte Staaten     | 2023 | (Video auf YouTube) |
| 3 Bälle  | 13 h 10 min     | David Rush                        | Vereinigte Staaten     | 2023 | [ 4 ]               |

### Keulen
| Anzahl   | Rekord         | Rekordhalter        | Nationalität       | Jahr | Referenzen               |
| -------- | -------------- | ------------------- | ------------------ | ---- | ------------------------ |
| 8 Keulen | 18 Catches     | Moritz Rosner       | Deutschland        | 2023 | (Video auf YouTube)      |
| 7 Keulen | 4 min 24 s     | Anthony Gatto       | Vereinigte Staaten | 2005 | (Video auf YouTube)      |
| 6 Keulen | 7 min 38 s     | Anthony Gatto       | Vereinigte Staaten | 2005 | (Video auf YouTube)      |
| 5 Keulen | 53 min 21 s    | Thomas Dietz        | Deutschland        | 2005 | Verifiziert durch JISCON |
| 4 Keulen | 2 h 7 min 17 s | Caio Stevanovich    | Brasilien          | 2023 | (Video auf YouTube)      |
| 3 Keulen | 5 h 1 min 51 s | Alexandr Inozemtzev | Russland           | 2022 | (Video auf YouTube)      |

### Ringe
| Anzahl   | Rekord          | Rekordhalter          | Nationalität       | Jahr | Referenzen          |
| -------- | --------------- | --------------------- | ------------------ | ---- | ------------------- |
| 10 Ringe | 47 Catches      | Anthony Gatto         | Vereinigte Staaten | 2005 | (Video auf YouTube) |
| 9 Ringe  | 50 s            | Anthony Gatto         | Vereinigte Staaten | 2005 | (Video auf YouTube) |
| 8 Ringe  | 1 min 17 s      | Anthony Gatto         | Vereinigte Staaten | 1989 | (Video auf YouTube) |
| 7 Ringe  | 15 min 6 s      | Anthony Gatto         | Vereinigte Staaten | 2011 | (Video auf YouTube) |
| 6 Ringe  | 6 min 37 s      | Eivind Dragsjø        | Norwegen           | 2022 | (Video auf YouTube) |
| 5 Ringe  | 58 min 22 s     | Caio Stevanovich      | Brasilien          | 2022 | (Video auf YouTube) |
| 4 Ringe  | 1 h 20 min 55 s | Maximilian Kuschmierz | Deutschland        | 2022 | (Video auf YouTube) |
| 3 Ringe  | 3 h 10 min 45 s | Maximilian Kuschmierz | Deutschland        | 2022 | (Video auf YouTube) |

### Keulen-Passing
| Anzahl    | Rekord                  | Rekordhalter                     | Nationalität           | Jahr | Referenzen            |
| --------- | ----------------------- | -------------------------------- | ---------------------- | ---- | --------------------- |
| 15 Keulen | 15 Passes               | Kaito Tanioka Kento Tanioka      | Japan                  | 2021 | (Video auf Instagram) |
| 14 Keulen | 32 Passes               | Dominik Harant Manuel Mitasch    | Österreich             | 2020 | (Video auf YouTube)   |
| 13 Keulen | 31 s (102 Passes)       | Dominik Harant Manuel Mitasch    | Österreich             | 2022 | (Video auf YouTube)   |
| 12 Keulen | 28 s (101 Passes)       | Daniel Ledel Manuel Mitasch      | Österreich             | 2016 | (Video auf YouTube)   |
| 11 Keulen | 1 min 17 s (246 Passes) | Julius Preu Daniel Ledel         | Deutschland Österreich | 2022 | (Video auf YouTube)   |
| 10 Keulen | 4 min 00 s (808 Passes) | Dominik Harant Daniel Ledel      | Österreich             | 2017 | (Video auf YouTube)   |
| 9 Keulen  | 7 min 1 s (1392 Passes) | Christoph Mitasch Manuel Mitasch | Österreich             | 2007 | (Video auf YouTube)   |

## Darbietungsformen

### Gentleman-Jonglage
Gentlemanjongleure waren die Protagonisten der Artistik der 1920er Jahre, die durch die damaligen Varietétheater geprägt wurden. Gentlemanjongleure zeichneten sich durch die beiden Aspekte der szenischen Gestaltung sowie der Verwendung alltäglicher Gegenstände statt spezieller Requisiten aus. So kombinierten die mit Anzug gekleideten Herren das Jonglieren und Balancieren mit den Utensilien der oberen Gesellschaftsklasse. Die berühmtesten Vertreter waren Kara, Salerno oder Adanos. Einer der bekanntesten Gentlemanjongleure der Gegenwart ist Jeton.

## Physiologische Aspekte
Jonglieren kann das körperliche und geistige Wohlbefinden steigern. Es fördert die Konzentrationsfähigkeit, die Reaktionsschnelligkeit, das räumliche Vorstellungsvermögen, sowie Zeit-, Rhythmus- und Gleichgewichtsgefühl. Durch die gleichmäßige Beanspruchung der Muskeln und des Bewegungsapparats wird die Beweglichkeit und Ausdauer erhöht. Jonglieren erhöht außerdem das periphere Sehvermögen und schult Koordination und Wahrnehmung. Jonglieren ermöglicht durch seine beinahe meditative Gleichförmigkeit den Abbau von Stress. Das ständige Fangen kann allerdings auch zur Belastung für die Gelenke werden, insbesondere die Handgelenke. Intensives Training kann zu Prellungen und Gelenkschmerzen führen.

### Kognitionsentwicklung
Obwohl die neuronale Plastizität in der Kindheit am stärksten ausgeprägt ist, konnten positive Auswirkungen motorischer Aktivität auf die kognitive Entwicklung auch über die Kindheit hinaus belegt werden. Eine 2004 an den Universitäten Regensburg und Jena durchgeführte Studie ergab, dass regelmäßiges Jonglieren selbst bei Erwachsenen zu einer vorübergehenden Verdichtung der grauen Substanz im Gehirn führt. Die Veränderung fanden zum einen im visuellen Bereich der Hirnrinde statt, die das Erfassen von räumlichen Bewegungen kontrolliert. Zum anderen veränderte sich die linke Pars posterior sulci intraparietalis, der das Ergreifen von Gegenständen steuert.
Bittmann u. a.(2005) betonen, dass die Bewegungswahrnehmung zu einer „harmonischen beidseitigen Hirnentwicklung beiträgt“ (siehe hierzu auch: Hirnhemisphären) und so die kognitive Leistung stark beeinflussen kann. So konnten sie nachweisen, dass ein positiver Zusammenhang zwischen Balancefähigkeit und Schulerfolg besteht. Lernstarke Schüler wiesen in einer 2005 durchgeführten Studie ein besseres Balanceverhalten auf als lernschwache Schüler.
Eine Studie von Scholz, Klein, Behrens und Johansen-Berg aus dem Jahr 2009 unter Verwendung des Diffusions-Tensor-Bildgebung-Verfahrens führte zu ähnlichen Erkenntnissen: Die weiße Hirnsubstanz in einer Region des Parietallappens steige nach sechswöchigem Training (drei Bälle, fünfmal pro Woche eine halbe Stunde) auch dann um etwa fünf Prozent, wenn die Probanden das Ziel, die Drei-Ball-Kaskade zu lernen, nicht erreichten.

### Kontemplativer Ansatz
Doch auch auf einem anderen Feld finden sich interessante Ansätze. In seinem Buch Zen in der Kunst des Jonglierens beschreibt Dave Finnigan, ein weltweit bekannter Jongleur, seine Erfahrungen während eines mehrmonatigen Jongliercamps in einem ehemaligen taiwanesischen Kloster. Ziel des Jonglierens ist es, ein Muster aufrechtzuerhalten. Der Schlüssel zum Erfolg liegt dabei im Loslassen: Statt mit den Augen den Bällen zu folgen schauen gute Jongleure dorthin, wo die Bälle beim Flug ihren höchsten Punkt erreichen oder, wie im Falle des Poi-Spiels, versuchen die durch die Fliehkraft merkliche Position des Poi zu in der Führhand zu erspüren. Mit der Zeit lernt der Spieler, die Bälle mit dieser Information blind zu führen und vertraut auf die Gesetze der Physik, die genau vorschreiben, welchen weiteren Weg der Ball nehmen wird.
Jonglieren kann so zu einer speziellen Form von Meditation werden: Man konzentriert seine gesamte Aufmerksamkeit auf ein mehr oder weniger einfaches, dafür aber vollkommen periodisches und meist sehr symmetrisches Muster, das man völlig kontrollieren kann. Zum Vorausplanen oder Zurückschauen bleibt keine Gelegenheit, wenn man an der Grenze seiner Fähigkeiten jongliert, muss man sich voll auf das Muster und dessen aktuellen Zustand konzentrieren. So ist es möglich, sich eine Zeit lang gedanklich völlig aus dem Alltag zu bewegen und innere Ruhe zu entwickeln. Dies ist auch der Kern der sog. Kontemplation, die im Gegensatz zur Meditation, nicht versucht den Geist zu leeren, sondern den sanften inneren Fokus auf eine wiederkehrende, grundlegende mentale Aussage zum Leben, eine positive Affirmation oder die emotionale Befreiung von den Sorgen und Zwängen des Alltags richtet.

## Mathematik und Physik der Jonglage

### Notation
Die Notation von Jongliermustern mithilfe von Zahlenfolgen wird als Siteswap bezeichnet.

### Wurfhöhen und Wurffrequenz
Physikalisch lässt sich berechnen, um wie viel höher man die jonglierten Objekte werfen muss, damit der Jongleur mit der gleichen Wurffrequenz {\displaystyle f} jonglieren kann. Angenommen wird eine senkrechte Flugbahn.
Für die Flugzeit {\displaystyle t} gilt bei einer Abwurfgeschwindigkeit von {\displaystyle v} und der Schwerebeschleunigung {\displaystyle g}:
{\displaystyle t=2{\frac {v}{g}}}
Für den Fall von {\displaystyle n} Objekten ergibt sich daraus eine Wurffrequenz {\displaystyle f} von:
{\displaystyle f={\frac {n}{t}}={\frac {ng}{2v}}}
Die Stieghöhe eines jeden Objektes {\displaystyle s} beträgt:
{\displaystyle s={\frac {v^{2}}{2g}}}
daraus folgt:
{\displaystyle v={\sqrt {2sg}}} und {\displaystyle f={\frac {ng}{2{\sqrt {2sg}}}}={\frac {n}{2}}{\sqrt {\frac {g}{2s}}}}
Verlangt man nun bei zwei verschiedene Objektenzahlen {\displaystyle n_{1}} und {\displaystyle n_{2}} eine konstante Wurffrequenz {\displaystyle f_{\mathrm {const} }} ergibt sich:
{\displaystyle {\frac {n_{1}}{2}}{\sqrt {\frac {g}{2s_{1}}}}={\frac {n_{2}}{2}}{\sqrt {\frac {g}{2s_{2}}}}=f_{\mathrm {const} }}
und daraus
{\displaystyle {\frac {s_{2}}{s_{1}}}={\frac {n_{2}^{2}}{n_{1}^{2}}}}
Aus der Verhältnisgleichung folgt, dass sich die Wurfhöhen genau so verhalten müssen wie die Quadrate der Anzahl der jeweils verwendeten Objekte, damit mit der gleichen Wurffrequenz jongliert werden kann.

## Software
Es gibt diverse Jongliersoftware – meistens Freeware:
| jugglemaster | Strichmännchen jonglieren alle denkbaren Siteswaps (Notation für Jongliermuster). |
| JuggleAnim   | HTML-Version von jugglemaster |
| JugglingLab  | Gleiche Aufmachung wie beide vorgenannten. Zusätzlich kann das Programm mit seinem pattern generator siteswaps auf Gültigkeit prüfen oder nach gültigen siteswaps für siteswap-Fragmente suchen. Das heißt z. B., dass man Wurffolgen oder Übergänge zwischen verschiedenen Jongliermustern findet. Hat ein lehrreiches Leiterdiagramm. |
| jongl        | grafisch ausgearbeitete Männekens jonglieren Siteswaps – auch zu Mehreren |
| Juggle Crazy | Shareware. In der Demo nur drei Bälle, dafür auch mit Leiterdiagramm |
| JoePass!     | Strichmännchen jonglieren einzeln oder zusammen, verschiedene Editoren, Jongliermuster mit umherlaufenden Jongleuren möglich |